# Georges Litalien
 (février 2024).
Georges Litalien, né le 21 septembre 1896 à Paris et mort le 19 novembre 1952 à Paris, est un homme politique français.

## Biographie
Fils d'un cadre moyen, Georges Litalien suit des études secondaires au lycée Condorcet de Paris, qui le conduisent au baccalauréat. Incorporé en 1916, il participe aux combats de la première guerre mondiale, qu'il achève avec le grade de lieutenant. Il est décoré de la Croix de guerre, et, en 1933, sera reçu dans l'ordre de la légion d'honneur.
En 1931, il crée avec son beau-père, à Blois, une société de transport qu'il gère jusqu'au déclenchement de la seconde guerre mondiale. Mobilisé comme capitaine d'infanterie, il est fait prisonnier et passe une partie de la guerre en Allemagne. Il est ensuite président de l'association des prisonniers de guerre du Loir-et-Cher.
De retour en France, il reprend la gestion de son entreprise. A la libération, il devient président du syndicat des transporteurs routiers du Loir-et-Cher, puis président de la fédération nationale des transporteurs routiers. A ce titre, il mène campagne contre la taxation des carburants.
En 1951, il passe dans l'arène politique, figurant en deuxième position sur la liste du CNI menée par Robert Bruyneel pour les législatives dans le Loir-et-Cher. Grâce au large apparentement des partis de la « troisième force », il est élu député. Il s'inscrit au groupe du Centre républicain, puis rejoint en juillet 1952 celui des indépendants et paysans.
A l'assemblée, il est élu vice-président de la commission des moyens de communication et du tourisme. Il s'intéresse alors à la question de la signalisation routière, tout en continuant, à la tribune cette fois, de mener sa campagne contre la taxation des carburants.
Il meurt prématurément, en cours de mandat, à l'âge de cinquante-six ans.

## Détail des fonctions et des mandats
Mandat parlementaire
- 17 juin 1951 - 19 novembre 1952 : Député de Loir-et-Cher